# Freier Grund
Freier Grund ist die Bezeichnung einer Region im Siegerland. Der Freie Grund besteht im Unteren Freien Grund aus den Orten der Gemeinde Neunkirchen sowie aus dem angrenzenden Herdorf und in entgegengesetzter Richtung Wilden, das zu Wilnsdorf gehört und am Rande des Gebietes liegt. Dem Oberen Freien Grund gehören die Dörfer Burbach, Gilsbach, Wahlbach und Würgendorf an. Südlich grenzt der Hickengrund mit den restlichen Orten der Gemeinde Burbach an.
Die erste urkundliche Erwähnung fand das Gebiet in einer Grenzbestimmungsurkunde vom 28. April 1048, in der es als praedium virorum liberorum (lateinisch; deutsch: „Gebiet der freien Männer“) bezeichnet wurde. Die Einwohner des Gebiets unterstanden direkt dem Schutz des Kaisers, dessen Gerichtsbarkeit die Pfalzgrafen bei Rhein ausübten. Eine Abschrift des Dokuments hängt im Eingangsbereich des Rathauses von Neunkirchen aus. Die erste tatsächliche Erwähnung der Worte „Freier Grund“ fand im Jahre 1566 statt.
Bis zum Beginn der nordrhein-westfälischen Gebietsreform im Jahr 1969 wurden die bis dahin eigenständigen Dörfer des Freien Grundes und des Hickengrundes vom Amt Burbach verwaltet. Zudem existierte seit 1815 das Amt Neunkirchen, das 1844 aufgelöst und zusammen mit der Bürgermeisterei Dresselndorf in das Burbacher Amt eingegliedert wurde.

## Naturräumliche Zuordnung
Die besiedelten Gebiete des Freien Grundes stimmen ziemlich genau mit dem Naturraum Mittleres Hellertal der Heller und des Wildebachs überein. Die höheren, unbesiedelten Lagen liegen in Nördlichem und Südlichem Hellerbergland sowie, im Osten, im Massiv der Kalteiche.